# Selección femenina de hockey sobre césped de Argentina
La selección femenina de hockey sobre césped de Argentina, también conocida como Las Leonas, representa a Argentina en las competiciones organizadas por la Federación Internacional de Hockey y la Federación Panamericana de Hockey.
En cuanto a títulos, Las Leonas obtuvieron dos Campeonatos Mundiales, siete Champions Trophy, una Liga Mundial, una Hockey Pro League, ocho Juegos Panamericanos, siete Copas Panamericanas y tres Juegos Suramericanos, entre otros torneos. Además, alcanzaron el podio de los Juegos Olímpicos en seis ocasiones con tres medallas de plata y tres de bronce.

## Historia

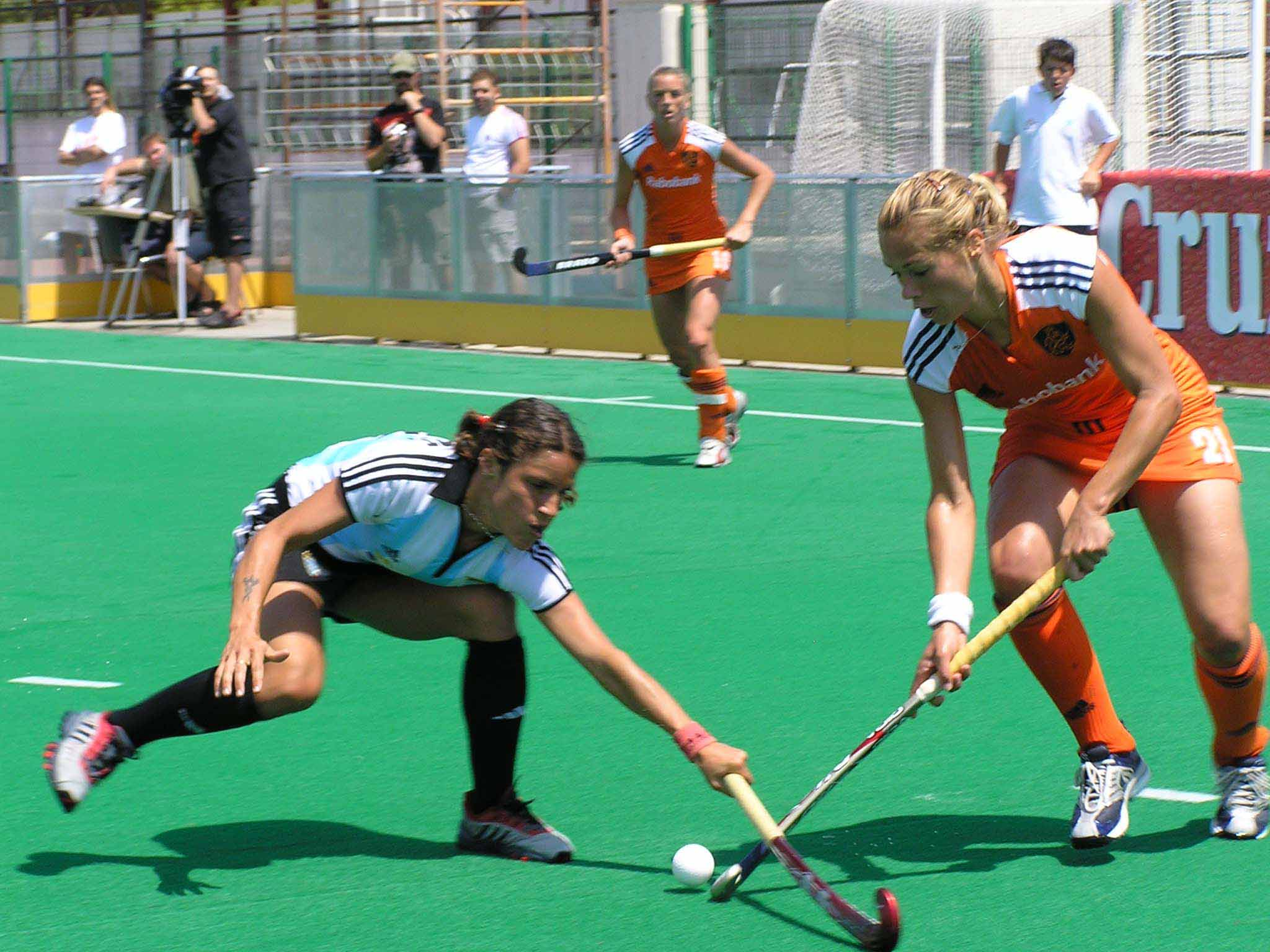
Mercedes Margalot, una de Las Leonas, en su enfrentamiento con Países Bajos, en Alcalá la Real, Jaén, España.

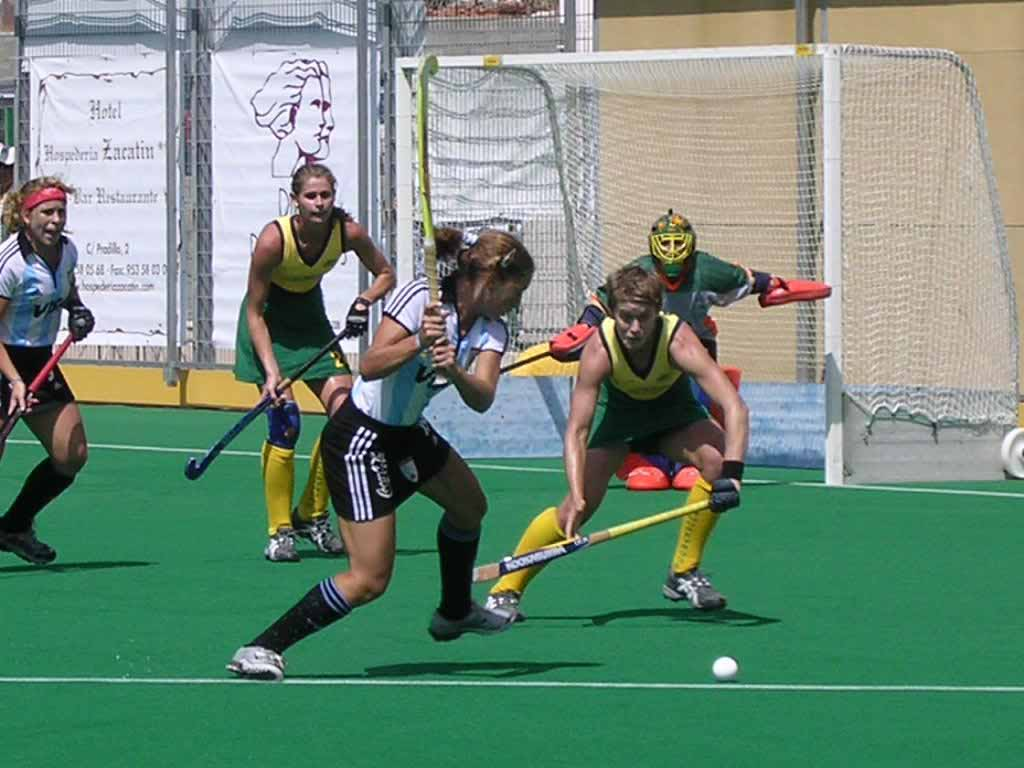
Mariné Russo se dispone a rematar a puerta en su partido frente a Australia, en Alcalá la Real, Jaén, España.

El hockey fue introducido en Argentina por inmigrantes ingleses a principios del siglo XX. Los primeros equipos de mujeres se formaron oficialmente en 1909. La selección argentina ganó la medalla de oro en los Juegos Panamericanos de 1987, repitiendo título desde entonces consecutivamente en todos los Juegos (1991, 1995, 1999, 2003 y 2007).
En 1993, la selección juvenil obtuvo el campeonato mundial de Tarrasa, en lo que ha sido definido como "el primer rugido" de un seleccionado que a partir de ese momento alcanzaría el primer nivel mundial. Al año siguiente sorprendió al mundo deportivo obteniendo el segundo lugar en el Campeonato Mundial.
En 1997, la Asociación argentina de Hockey designó a Sergio Vigil, quien fue anteriormente jugador de la selección nacional masculina. Bajo su dirección, las Leonas alcanzaron su primer título en el campeonato mundial de hockey, sus primeras medallas olímpicas, sus primeras medallas del Champions Trophy y muchos otros logros. El equipo pasó de tener una audiencia algo limitada a ser una sensación nacional, con algunas de las jugadoras que incluso aparecían como modelos en campañas publicitarias.
A través de su historia, el equipo ha desarrollado una reputación de tenacidad aun cuando un partido parece perdido. Por esta razón, una leona fue elegida como su símbolo durante la segunda rueda de los Juegos Olímpicos de Sídney 2000. Argentina jugaba contra el poderoso equipo neerlandés y ellas eligieron esta ocasión para poner la imagen de una leona en sus camisetas por primera vez. El logo fue diseñado por Inés Arrondo y representa a una leona lista para atacar. Inés ha relatado el momento del siguiente modo:

Para el logo nos juntamos con Margarita, la cuñada de Cachito Vigil. Yo me senté a hacer unos dibujos y luego los retocamos con ella. Estaban buenos porque no es fácil dibujar a una leona, darle las características. En general, en toda la documentación que hay aparecen las leonas descansando porque ellas son las que cazan para darles de comer a sus cachorros. También había unos murales que me habían gustado mucho y bueno, junté todo eso y salió la leona que no está ni sentada ni atacando, sino preparándose.

Argentina ganó ese encuentro y finalmente, logró la medalla de plata. Tras ese logro, las Leonas ganaron el Premio Olimpia de oro en el año 2000, convirtiéndose la primera vez que se entrega dicho premio en forma colectiva.
En 2001, ganaron por primera vez el Champions Trophy, torneo que reúne a las seis mejores selecciones del mundo. Al año siguiente, llegaron a la final de dicho torneo y meses después se adjudicaron por primera vez en la historia el Campeonato Mundial, venciendo en una emocionante final a Holanda por penales. En 2002, obtuvieron el segundo puesto en el Champions Trophy realizado en Macao, China. Ese año, Cecilia Rognoni, defensora de las Leonas, fue elegida por la Federación Internacional de Hockey como la mejor jugadora del mundo y también se alzó con el Premio Olimpia de oro a la mejor deportista argentina del año, consiguiendo el hockey por segunda vez en la historia esta máxima distinción.
En 2004, obtuvieron la medalla de bronce en los Juegos Olímpicos de Atenas y el tercer puesto en el Champions Trophy, torneo que marcó la despedida de Sergio Vigil como técnico del equipo.
En 2005, comenzó el ciclo de Gabriel Minadeo al frente de la selección nacional. Durante su conducción, que se extendió hasta febrero de 2009, consiguieron la medalla de bronce en los Juegos Olímpicos de Pekín 2008, un campeonato (2008) y un subcampeonato (2007) en el Champions Trophy, la medalla de bronce en el Campeonato Mundial 2006 y las medallas de oro en los Juegos Panamericanos de 2007, la Copa Panamericana de 2009 y los Juegos Sudamericanos de 2006.
En marzo de 2009, asumió Carlos Retegui como director técnico de Las Leonas. Su ciclo comenzó ganando el Champions Trophy de forma invicta, con un equipo conformado por varias jugadoras debutantes en un torneo internacional de primer nivel. 
En 2010, volvieron a obtener el Champions Trophy, convirtiéndose de ese modo en tricampeonas de manera consecutiva.
Ese mismo año, obtuvieron el segundo título en el Campeonato Mundial disputado en la ciudad de Rosario. Posteriormente obtuvieron la medalla de plata en los Juegos Panamericanos de 2011, luego de ser derrotadas 2-4 frente a Estados Unidos. En el Champions Trophy de dicho año, obtuvieron el segundo lugar, tras haber perdido la final frente a Holanda, cortando así su racha de tres torneos ganados de manera consecutiva.
En los Juegos Olímpicos de Londres 2012, llegaron a la final tras haber derrotado al local Gran Bretaña en la instancia de semifinales. En la final, por un resultado de 2-0, fueron nuevamente derrotadas por Holanda. En el Champions Trophy de 2012, volvieron a consagrarse campeonas, logrando así su 5° título en dicha competencia, que significaría el retiro de Carlos Retegui, conductor de la selección desde 2009.
Bajo la dirección de Emanuel Roggero en 2013, comenzarían el camino de preparación para la Liga Mundial, torneo en el que finalizaron en la 4° posición. Tras los malos resultados, el técnico presentó su renuncia.
En 2014, con un mundial de por medio, la asociación de hockey designa nuevamente a Carlos Retegui como director técnico de la selección. En el Campeonato Mundial, Las Leonas obtuvieron el 3° puesto. Luego del torneo, Carlos Retegui dejó su cargo, asumiendo posteriormente Santiago Capurro, con quien Las Leonas obtuvieron su sexto título en el Champions Trophy y la medalla de plata en los Juegos Panamericanos de 2015.
Con la vuelta de Gabriel Minadeo a la selección en octubre de 2015, el 13 de diciembre del mismo año, Las Leonas obtuvieron por primera vez el título de la Liga Mundial disputada en la ciudad de Rosario y el 26 de junio de 2016 se consagraron campeonas del Champions Trophy por séptima vez.

## Jugadoras 2025
- Cristina Cosentino
- Sofía Toccalino
- Agustina Gorzelany
- Agostina Alonso
- María José Granatto
- Victoria Sauze
- Pilar Campoy
- Eugenia Trinchinetti
- Valentina Raposo
- Julieta Jankunas
- Clara Barberi
- Valentina Costa Biondi
- María Emilia Forcherio
- Victoria Miranda
- Brisa Bruggesser
- Valentina Marcucci
- Sofía Cairo
- Juana Castellaro
- Lara Casas
- Zoe Díaz
- Victoria Granatto
- Chiara Ambrosini
- Mercedes Artola
- Sol Lombardo
- Stefania Antoniazzi
- Paula Ortiz
- Julieta Arcidiácono
- Lourdes Pishton

## Selección mayor

### Campeonato Mundial
| Año                       | Resultado        | Posición    | PJ          | PG          | PE          | PP          | GF          | GC          |
| ------------------------- | ---------------- | ----------- | ----------- | ----------- | ----------- | ----------- | ----------- | ----------- |
| Mandelieu-la-Napoule 1974 | Subcampeón       | 2.º         | 6           | 4           | 0           | 2           | 20          | 5           |
| Berlín 1976               | Subcampeón       | 2.º         | 7           | 4           | 1           | 2           | 18          | 5           |
| Madrid 1978               | Tercer puesto    | 3.º         | 6           | 3           | 1           | 2           | 6           | 5           |
| Buenos Aires 1981         | Primera fase     | 6.º         | 7           | 4           | 0           | 3           | 15          | 13          |
| Kuala Lumpur 1983         | Primera fase     | 9.º         | 7           | 3           | 2           | 2           | 5           | 4           |
| Amstelveen 1986           | Primera fase     | 7.º         | 7           | 2           | 3           | 2           | 8           | 10          |
| Sídney 1990               | Primera fase     | 9.º         | 7           | 1           | 3           | 3           | 7           | 8           |
| Dublín 1994               | Subcampeón       | 2.º         | 7           | 4           | 2           | 1           | 17          | 8           |
| Utrecht 1998              | Cuarto puesto    | 4.º         | 7           | 4           | 1           | 2           | 16          | 14          |
| Perth 2002                | Campeón          | 1.º         | 9           | 8           | 1           | 0           | 19          | 3           |
| Madrid 2006               | Tercer puesto    | 3.º         | 7           | 4           | 1           | 2           | 15          | 11          |
| Rosario 2010              | Campeón          | 1.º         | 7           | 7           | 0           | 0           | 19          | 4           |
| La Haya 2014              | Tercer puesto    | 3.º         | 7           | 4           | 2           | 1           | 14          | 10          |
| Londres 2018              | Cuartos de final | 7.º         | 5           | 2           | 2           | 1           | 11          | 6           |
| Tarrasa/Ámsterdam 2022    | Subcampeón       | 2.º         | 6           | 4           | 1           | 1           | 19          | 6           |
| Amstelveen/Wavre 2026     | Clasificado      | Clasificado | Clasificado | Clasificado | Clasificado | Clasificado | Clasificado | Clasificado |
| Total                     | 2 títulos        | 2.°         | 102         | 58          | 20          | 24          | 209         | 113         |

### Juegos Olímpicos
| Año                 | Resultado        | Posición          | PJ           | PG           | PE           | PP           | GF           | GC           |
| ------------------- | ---------------- | ----------------- | ------------ | ------------ | ------------ | ------------ | ------------ | ------------ |
| Moscú 1980          | No clasificó     | No clasificó      | No clasificó | No clasificó | No clasificó | No clasificó | No clasificó | No clasificó |
| Los Ángeles 1984    | No clasificó     | No clasificó      | No clasificó | No clasificó | No clasificó | No clasificó | No clasificó | No clasificó |
| Seúl 1988           | Primera fase     | 7.º               | 5            | 2            | 0            | 3            | 6            | 7            |
| Barcelona 1992      | No clasificó     | No clasificó      | No clasificó | No clasificó | No clasificó | No clasificó | No clasificó | No clasificó |
| Atlanta 1996        | Primera fase     | 7.º               | 7            | 2            | 1            | 4            | 7            | 21           |
| Sídney 2000         | Subcampeón       | Medalla de plata  | 10           | 5            | 0            | 5            | 19           | 16           |
| Atenas 2004         | Tercer puesto    | Medalla de bronce | 6            | 4            | 1            | 1            | 15           | 6            |
| Pekín 2008          | Tercer puesto    | Medalla de bronce | 7            | 4            | 2            | 1            | 18           | 13           |
| Londres 2012        | Subcampeón       | Medalla de plata  | 7            | 4            | 1            | 2            | 14           | 7            |
| Río de Janeiro 2016 | Cuartos de final | 7.º               | 6            | 2            | 0            | 4            | 14           | 9            |
| Tokio 2020          | Subcampeón       | Medalla de plata  | 8            | 5            | 0            | 3            | 14           | 12           |
| París 2024          | Tercer puesto    | Medalla de bronce | 8            | 4            | 3            | 1            | 19           | 13           |
| Total               | 6 medallas       |                   | 64           | 32           | 8            | 24           | 126          | 104          |

### Champions Trophy
| Año                  | Resultado     | Posición     | PJ           | PG           | PE           | PP           | GF           | GC           |              |
| -------------------- | ------------- | ------------ | ------------ | ------------ | ------------ | ------------ | ------------ | ------------ | ------------ |
| Amstelveen 1987      | No clasificó  | No clasificó | No clasificó | No clasificó | No clasificó | No clasificó | No clasificó | No clasificó | No clasificó |
| Fráncfort 1989       | No clasificó  | No clasificó | No clasificó | No clasificó | No clasificó | No clasificó | No clasificó | No clasificó | No clasificó |
| Berlín 1991          | No clasificó  | No clasificó | No clasificó | No clasificó | No clasificó | No clasificó | No clasificó | No clasificó | No clasificó |
| Amstelveen 1993      | No clasificó  | No clasificó | No clasificó | No clasificó | No clasificó | No clasificó | No clasificó | No clasificó | No clasificó |
| Mar del Plata 1995   | Primera fase  | 6.º          | 6            | 1            | 1            | 4            | 6            | 9            |              |
| Berlín 1997          | No clasificó  | No clasificó | No clasificó | No clasificó | No clasificó | No clasificó | No clasificó | No clasificó |              |
| Brisbane 1999        | Cuarto puesto | 4.º          | 6            | 2            | 1            | 3            | 8            | 11           |              |
| Amstelveen 2000      | Cuarto puesto | 4.º          | 6            | 2            | 1            | 3            | 7            | 9            |              |
| Amstelveen 2001      | Campeón       | 1.º          | 6            | 5            | 0            | 1            | 13           | 5            |              |
| Macao 2002           | Subcampeón    | 2.º          | 6            | 2            | 4            | 0            | 11           | 6            |              |
| Sídney 2003          | Cuarto puesto | 4.º          | 6            | 2            | 3            | 1            | 14           | 11           |              |
| Rosario 2004         | Tercer puesto | 3.º          | 6            | 4            | 1            | 1            | 19           | 5            |              |
| Canberra 2005        | Cuarto puesto | 4.º          | 6            | 3            | 2            | 1            | 13           | 8            |              |
| Amstelveen 2006      | Cuarto puesto | 4.º          | 6            | 3            | 1            | 2            | 12           | 11           |              |
| Quilmes 2007         | Subcampeón    | 2.º          | 6            | 4            | 0            | 2            | 12           | 6            |              |
| Mönchengladbach 2008 | Campeón       | 1.º          | 6            | 4            | 1            | 1            | 13           | 6            |              |
| Sídney 2009          | Campeón       | 1.º          | 6            | 3            | 3            | 0            | 8            | 4            |              |
| Nottingham 2010      | Campeón       | 1.º          | 6            | 4            | 1            | 1            | 19           | 11           |              |
| Ámsterdam 2011       | Subcampeón    | 2.º          | 7            | 3            | 3            | 1            | 14           | 10           |              |
| Rosario 2012         | Campeón       | 1.º          | 6            | 3            | 3            | 0            | 14           | 10           |              |
| Mendoza 2014         | Campeón       | 1.º          | 6            | 4            | 2            | 0            | 16           | 6            |              |
| Londres 2016         | Campeón       | 1.º          | 6            | 4            | 1            | 1            | 14           | 9            |              |
| Changzhou 2018       | Tercer puesto | 3.º          | 6            | 3            | 0            | 3            | 11           | 7            |              |
| Total                | 7 títulos     | 1.º          | 103          | 53           | 28           | 22           | 213          | 137          |              |

### Liga Mundial
| Año                            | Resultado        | Posición | PJ | PG | PE | PP | GF | GC |
| ------------------------------ | ---------------- | -------- | -- | -- | -- | -- | -- | -- |
| Liga Mundial de Hockey 2012-13 | Cuarto puesto    | 4.º      | 12 | 8  | 3  | 1  | 28 | 16 |
| Liga Mundial de Hockey 2014-15 | Campeón          | 1.º      | 13 | 7  | 2  | 4  | 27 | 14 |
| Liga Mundial de Hockey 2016-17 | Cuartos de final | 5.º      | 11 | 8  | 0  | 3  | 26 | 12 |
| Total                          | 1 título         | 2.°      | 36 | 23 | 5  | 8  | 81 | 42 |

### Hockey Pro League
| Año                       | Resultado     | Posición | PJ | PG | PE | PP | GF  | GC |
| ------------------------- | ------------- | -------- | -- | -- | -- | -- | --- | -- |
| Hockey Pro League 2019    | Cuarto puesto | 4.º      | 8  | 4  | 2  | 2  | 33  | 17 |
| Hockey Pro League 2020-21 | Subcampeón    | 2.º      | 10 | 5  | 2  | 3  | 24  | 15 |
| Hockey Pro League 2021-22 | Campeón       | 1.º      | 16 | 13 | 3  | 0  | 43  | 18 |
| Hockey Pro League 2022-23 | Subcampeón    | 2.°      | 16 | 10 | 2  | 4  | 30  | 17 |
| Hockey Pro League 2023-24 | Tercer puesto | 3.°      | 16 | 10 | 2  | 4  | 40  | 21 |
| Total                     | 1 título      | 2.°      | 66 | 42 | 11 | 13 | 170 | 88 |

### Juegos Panamericanos
| Año                 | Resultado   | Posición | PJ | PG | PE | PP | GF  | GC |
| ------------------- | ----------- | -------- | -- | -- | -- | -- | --- | -- |
| Indianápolis 1987   | Campeón     | 1.º      | -  | -  | -  | -  | -   | -  |
| La Habana 1991      | Campeón     | 1.º      | -  | -  | -  | -  | -   | -  |
| Mar del Plata 1995  | Campeón     | 1.º      | 7  | 6  | 1  | 0  | 29  | 3  |
| Winnipeg 1999       | Campeón     | 1.º      | 7  | 7  | 0  | 0  | 28  | 4  |
| Santo Domingo 2003  | Campeón     | 1.º      | 5  | 5  | 0  | 0  | 57  | 2  |
| Río de Janeiro 2007 | Campeón     | 1.º      | 5  | 5  | 0  | 0  | 36  | 3  |
| Guadalajara 2011    | Subcampeón  | 2.º      | 5  | 4  | 0  | 1  | 43  | 7  |
| Toronto 2015        | Subcampeón  | 2.º      | 6  | 5  | 0  | 1  | 42  | 2  |
| Lima 2019           | Campeón     | 1.º      | 6  | 6  | 0  | 0  | 47  | 3  |
| Santiago 2023       | Campeón     | 1.º      | 5  | 5  | 0  | 0  | 39  | 2  |
| Lima 2027           | Clasificado |          |    |    |    |    |     |    |
| Total               | 8 títulos   | 1.º      | 46 | 43 | 1  | 2  | 321 | 26 |

### Copa Panamericana
| Año             | Resultado | Posición | PJ | PG | PE | PP | GF  | GC |
| --------------- | --------- | -------- | -- | -- | -- | -- | --- | -- |
| Kingston 2001   | Campeón   | 1.º      | 7  | 7  | 0  | 0  | 50  | 3  |
| Bridgetown 2004 | Campeón   | 1.º      | 5  | 5  | 0  | 0  | 45  | 1  |
| Hamilton 2009   | Campeón   | 1.º      | 5  | 4  | 1  | 0  | 39  | 3  |
| Mendoza 2013    | Campeón   | 1.º      | 5  | 5  | 0  | 0  | 46  | 0  |
| Lancaster 2017  | Campeón   | 1.º      | 4  | 4  | 0  | 0  | 16  | 3  |
| Santiago 2022   | Campeón   | 1.º      | 4  | 4  | 0  | 0  | 17  | 2  |
| Montevideo 2025 | Campeón   | 1.º      | 5  | 5  | 0  | 0  | 28  | 0  |
| Total           | 7 títulos | 1.ª      | 35 | 34 | 1  | 0  | 241 | 12 |

### Campeonato Sudamericano
| Año                 | Resultado | Posición | PJ | PG | PE | PP | GF  | GC |
| ------------------- | --------- | -------- | -- | -- | -- | -- | --- | -- |
| Santiago 2003       | Campeón   | 1.º      | 4  | 4  | 0  | 0  | 47  | 1  |
| Montevideo 2008     | Campeón   | 1.º      | 5  | 5  | 0  | 0  | 51  | 1  |
| Río de Janeiro 2010 | Campeón   | 1.º      | 5  | 5  | 0  | 0  | 68  | 1  |
| Cochabamba 2013     | Campeón   | 1.º      | 5  | 5  | 0  | 0  | 44  | 3  |
| Total               | 4 títulos | 1.º      | 19 | 19 | 0  | 0  | 210 | 6  |

### Juegos Sudamericanos
| Año               | Resultado  | Posición | PJ | PG | PE | PP | GF  | GC |
| ----------------- | ---------- | -------- | -- | -- | -- | -- | --- | -- |
| Buenos Aires 2006 | Campeón    | 1.º      | 4  | 4  | 0  | 0  | 23  | 0  |
| Santiago 2014     | Campeón    | 1.º      | 6  | 6  | 0  | 0  | 42  | 2  |
| Cochabamba 2018   | Campeón    | 1.º      | 4  | 4  | 0  | 0  | 44  | 0  |
| Asunción 2022     | Subcampeón | 2.º      | 5  | 4  | 1  | 0  | 38  | 1  |
| Total             | 3 títulos  | 1.º      | 19 | 18 | 1  | 0  | 147 | 3  |

## Selecciones juveniles

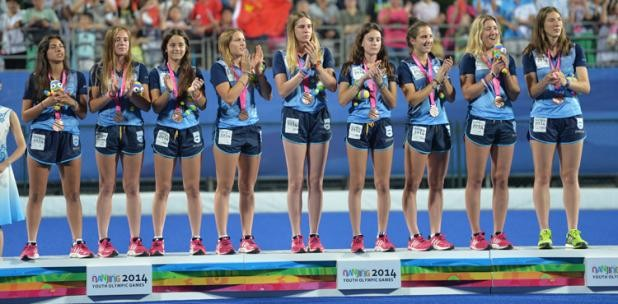
La selección sub 17 recibe la medalla de bronce en los Juegos Olímpicos de la Juventud de Nankín 2014

### Selección juvenil sub-21
La Selección Juvenil Sub-21 de hockey sobre césped femenino, apodada Las Leoncitas, también ha conseguido el éxito internacional, ganando un total de seis medallas en el Campeonato Mundial Junior y ocho medallas en el Campeonato Panamericano Junior.

#### Palmarés

##### Campeonato Mundial Junior
| Año                  | Resultado        | Posición | PJ | PG | PE | PP | GF  | GC |
| -------------------- | ---------------- | -------- | -- | -- | -- | -- | --- | -- |
| Ottawa 1989          | Primera fase     | 6.º      | 7  | 4  | 0  | 3  | 21  | 15 |
| Tarrasa 1993         | Campeón          | 1.º      | 7  | 5  | 1  | 1  | 12  | 7  |
| Seongnam 1997        | Tercer puesto    | 3.º      | 7  | 4  | 2  | 1  | 29  | 7  |
| Buenos Aires 2001    | Subcampeón       | 2.º      | 8  | 6  | 1  | 1  | 22  | 3  |
| Santiago 2005        | Segunda fase     | 5.º      | 10 | 8  | 1  | 1  | 17  | 4  |
| Boston 2009          | Subcampeón       | 2.º      | 10 | 6  | 0  | 4  | 27  | 13 |
| Mönchengladbach 2013 | Subcampeón       | 2.º      | 6  | 4  | 2  | 0  | 15  | 4  |
| Santiago 2016        | Campeón          | 1.º      | 6  | 6  | 0  | 0  | 25  | 6  |
| Potchefstroom 2021   | Cuartos de final | 5.º      | 6  | 5  | 1  | 0  | 27  | 4  |
| Santiago 2023        | Subcampeón       | 2.º      | 6  | 4  | 2  | 0  | 23  | 3  |
| Total                | 2 títulos        | 2.°      | 73 | 52 | 10 | 11 | 218 | 66 |

##### Campeonato Panamericano Junior
| Año                   | Resultado     | Posición | PJ | PG | PE | PP | GF | GC |
| --------------------- | ------------- | -------- | -- | -- | -- | -- | -- | -- |
| Buenos Aires 1988     | Campeón       | 1.º      | -  | -  | -  | -  | -  | -  |
| Caracas 1992          | Campeón       | 1.º      | -  | -  | -  | -  | -  | -  |
| Santiago 1997         | Campeón       | 1.º      | 6  | 6  | 0  | 0  | 71 | 2  |
| Bridgetown 2000       | Campeón       | 1.º      | 6  | 6  | 0  | 0  | 55 | 1  |
| San Juan 2005         | Campeón       | 1.º      | 7  | 7  | 0  | 0  | 59 | 3  |
| Ciudad de México 2008 | Tercer puesto | 3.º      | 5  | 4  | 0  | 1  | 25 | 4  |
| Guadalajara 2012      | Campeón       | 1.º      | 6  | 6  | 0  | 0  | 36 | 2  |
| Tacarigua 2016        | Campeón       | 1.º      | 6  | 6  | 0  | 0  | 63 | 0  |
| Santiago 2021         | Primera fase  | 5.º      | 3  | 1  | 1  | 1  | 11 | 1  |
| Bridgetown 2023       | Subcampeón    | 2.º      | 4  | 3  | 1  | 0  | 8  | 1  |
| Surrey 2024           | Campeón       | 1.º      | 7  | 7  | 0  | 0  | 37 | 1  |
| Total                 | 8 títulos     | 1.°      | -  | -  | -  | -  | -  | -  |

##### Juegos Panamericanos Junior
| Año           | Resultado | Posición | PJ | PG | PE | PP | GF | GC |
| ------------- | --------- | -------- | -- | -- | -- | -- | -- | -- |
| Asunción 2025 | Campeón   | 1.º      | 5  | 5  | 0  | 0  | 28 | 1  |

### Selección Juvenil Sub-17
La Selección Juvenil Sub-17 comenzó a tener competencia internacional a partir de la creación de los Juegos Olímpicos de la Juventud y el Campeonato Panamericano Juvenil, torneo clasificatorio a los Juegos organizado por la Federación Panamericana de Hockey.

#### Palmarés

##### Juegos Olímpicos de la Juventud
| Año               | Resultado     | Posición | PJ | PG | PE | PP | GF  | GC |
| ----------------- | ------------- | -------- | -- | -- | -- | -- | --- | -- |
| Singapur 2010     | Subcampeón    | 2.º      | 6  | 4  | 1  | 1  | 18  | 5  |
| Nankín 2014       | Tercer puesto | 3.º      | 7  | 4  | 1  | 2  | 50  | 15 |
| Buenos Aires 2018 | Campeón       | 1.º      | 8  | 8  | 0  | 0  | 58  | 3  |
| Total             | 1 título      | 1.°      | 21 | 16 | 2  | 3  | 126 | 23 |

##### Campeonato Panamericano Juvenil
| Año              | Resultado | Posición | PJ | PG | PE | PP | GF | GC |
| ---------------- | --------- | -------- | -- | -- | -- | -- | -- | -- |
| Hermosillo 2010  | Campeón   | 1.º      | -  | -  | -  | -  | -  | -  |
| Montevideo 2014  | Campeón   | 1.º      | -  | -  | -  | -  | -  | -  |
| Guadalajara 2018 | Campeón   | 1.º      | -  | -  | -  | -  | -  | -  |
| Total            | 3 títulos | 1.°      | -  | -  | -  | -  | -  | -  |